# Gerardo Gordillo
Gerardo Arturo Gordillo Olivero (Città del Guatemala, 17 agosto 1994) è un calciatore guatemalteco, difensore del Comunicaciones e della nazionale guatemalteca.